# Noel Wallinger
Pour les articles homonymes, voir Wallinger.
Noel Stirling Austin Arnold Wallinger  (12 mars 1865-4 mars 1948) est un homme politique canadien de la Colombie-Britannique. Il est député provincial conservateur de la circonscription britanno-colombienne de Cranbrook d'une élection partielle en 1922 à 1928.

## Biographie
Né à Londres, Wallinger étudie au King's College School (en) et au Royal Agricultural College de Cirencester. Il s'installe au Canada en 1884 et sert comme agent du gouvernement et gold commissionner de 1914 à 1922.
Wallinger meurt à Victoria en mars 1948 à l'âge de 82 ans.